# Lamiopsis tephrodes
Espèce
Statut de conservation UICN

 EN  : En danger
Statut CITES
Lamiopsis tephrodes est une espèce de requins vivant dans l'océan Indien et le Pacifique ouest. Il peut atteindre 1,70 mètre de long.

## Distribution
Ce taxon se rencontre dans les pays suivants : Cambodge, Chine, Indonésie, Malaisie, Thaïlande, Viêt Nam.

## Systématique
Le nom valide complet (avec auteur) de ce taxon est Lamiopsis tephrodes (Fowler, 1905).
L'espèce a été initialement classée dans le genre Carcharhinus sous le protonyme Carcharhinus tephrodes Fowler, 1905.
Ce taxon porte en français le nom vernaculaire ou normalisé suivant : Requin grandes ailes.
Lamiopsis tephrodes a pour synonymes :
- Carcharhinus tephrodes Fowler, 1905
- Carcharias tephrodes (Fowler, 1905)
- Eulamia tephrodes (Fowler, 1905)